# Am Hospital 4, Heiligegeiststraße 1

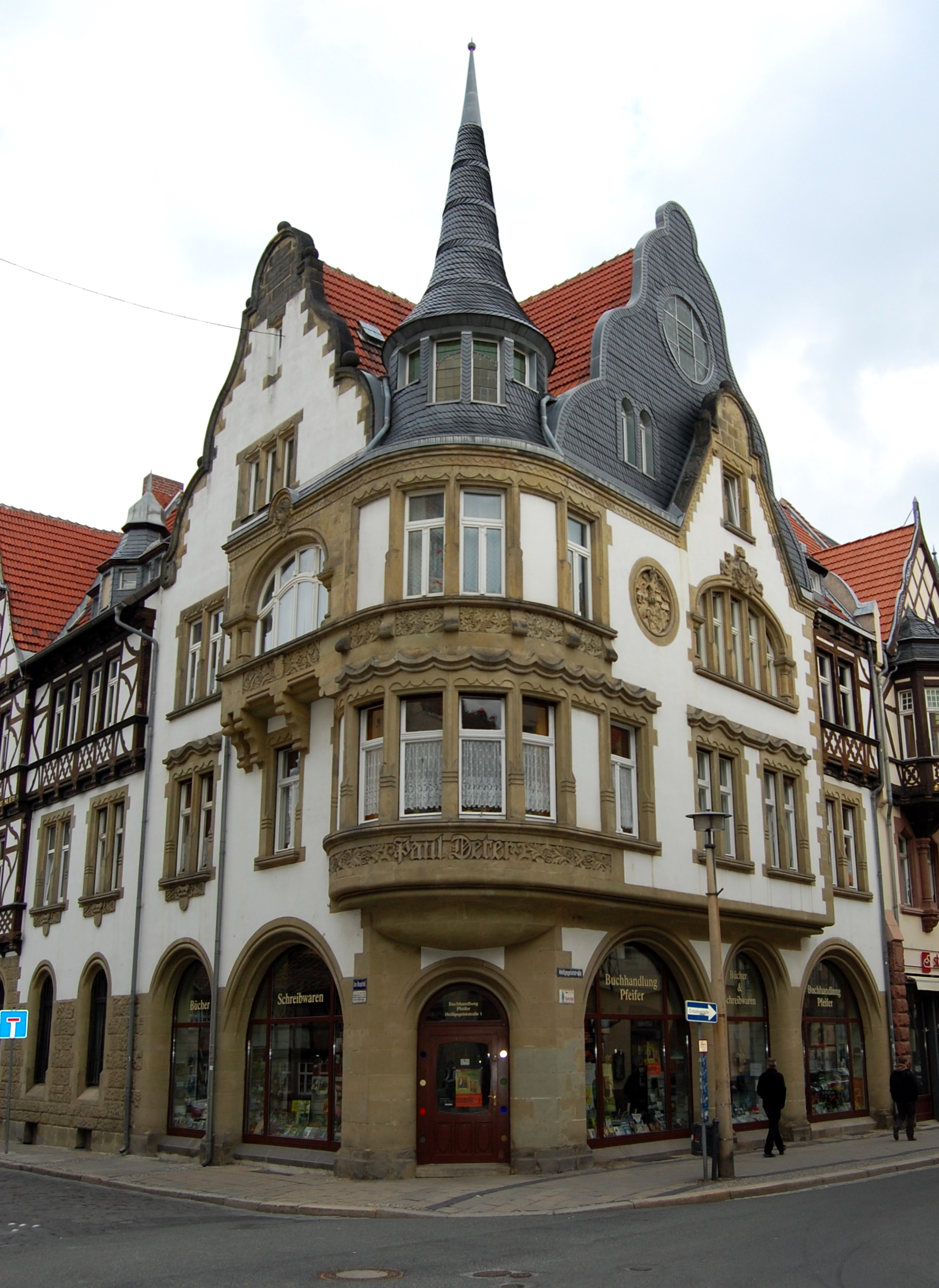
Haus Heiligegeiststraße 1

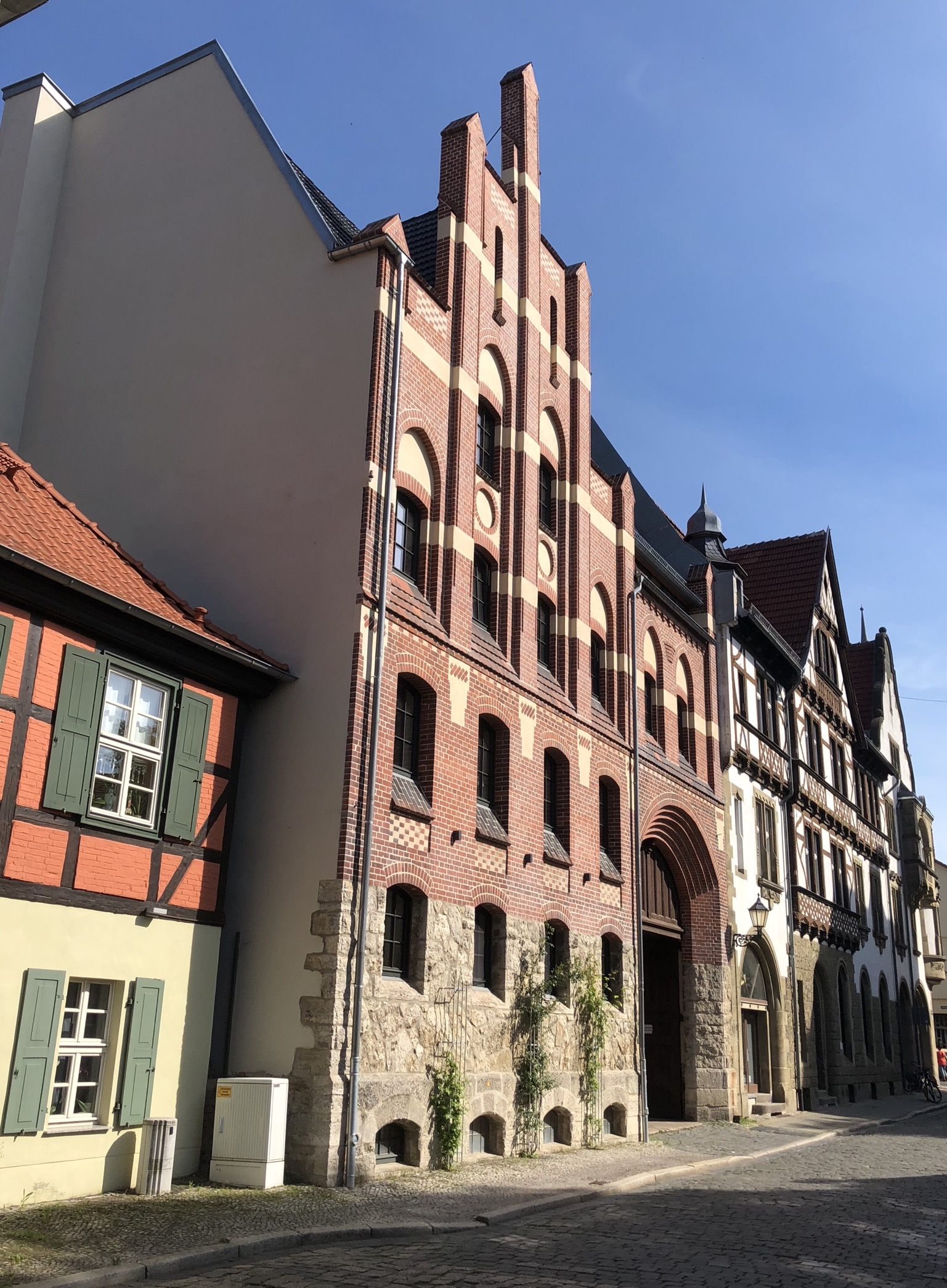
Blick von der Straße Am Hospital, 2019

Das Haus Am Hospital 4, Heiligegeiststraße 1 ist ein denkmalgeschütztes Gebäude in der Stadt Quedlinburg in Sachsen-Anhalt.

## Lage
Es befindet sich südlich des Quedlinburger Marktplatzes an der Ecke zur Straße Am Hospital. Der stattliche Eckbau stellt sich als Pendant zur gegenüberliegenden Eckbebauung der Straße Steinbrücke dar. Im Erdgeschoss befinden sich die Geschäftsräume der Buchhandlung Pfeifer.

## Architektur und Geschichte
Das dreigeschossige Gebäude wurde 1904 in massiver Bauweise durch den Architekten Max Schneck errichtet. Es ist im Quedlinburger Denkmalverzeichnis als Wohn- und Geschäftshaus eingetragen. Schneck entwarf mehrere weitere Gebäude in der näheren Umgebung, so auch das Haus Heiligegeiststraße 4. Bauherr des Gebäudes Heiligegeiststraße 1 war der Buchhändler Paul Deter. Er hatte das Grundstück im März 1904 von der Stadtgemeinde Quedlinburg gekauft. Zuvor gehörte das Grundstück zum Gelände des ehemaligen Hospitals Sankt Spiritus. Die barocken Gebäude waren nach der Verlegung des Hospitals und dem 1902 erfolgten Verkauf des Grundstücks abgerissen worden. Deter plante die Einrichtung eines Buch- und eines Schuhgeschäfts im Erdgeschoss. Noch heute ist im Haus ein Buchladen ansässig. Die Obergeschosse verfügen über jeweils zwei Wohnungen, während das Dachgeschoss nur in Teilen ausgebaut worden war.
Die Jugendstil-Fassade ist reich verziert und weist mit einem Treppenfries Bezüge zur Gotik auf. Die Giebel zeigen Stilelemente der Renaissance. Auch die in den Sandstein eingefügten stilisierten Vorhangbögen oberhalb der Fenster sind dem Stil der Neorenaissance zuzuordnen. Die Wände sind glatt verputzt, wodurch die aus Sandstein gearbeiteten Verzierungen insbesondere an den Umrahmungen der Fenster und am Ortgang der Giebel sich in besonderer Weise hervorheben. Besonders markant ist der turmartig gestaltete Erker an der Gebäudeecke. Die Brüstungen des Erkers weisen Verzierungen in Form von Blattwerk auf.
Zu einem großen Teil wurde das Haus in massiver Bauweise errichtet. Im Bereich eines breiten Fensters in der zweiten Etage auf der Seite zur Straße Am Hospital wurde eine aus Stein gefertigte Fachwerk-Imitation eingefügt.
Nach Norden erstreckt sich entlang der Straße Am Hospital ein Gebäudeflügel, dessen Industriearchitektur sich an der Gestaltung des mittelalterlichen norddeutschen Handelshaus orientiert. Es finden sich eine Backsteinarchitektur, Blendbögen und ein neogotischer Staffelgiebel. Für die beiden oberen Etagen sowie einen Giebel wurde, auf Drängen des städtischen Bauamts die Fachwerkbauweise eingesetzt. Das historistische Fachwerk zeigt eine Vielzahl Verzierungen. So finden sich an der Saumschwelle Treppenfriese und Taustäbe. Die Füllhölzer zeigen Schiffskehlen und stilisierte Walzenbalkenköpfe. Hinzu kommen die für die Quedlinburger Fachwerkbauweise nicht üblichen doppelten, steifen Andreaskreuze. Neben weiteren Schnitzereien ist auch eine an den Bauherren Paul Deter erinnernde Inschrift zu sehen: ERBAUT 1904 BAU DEINEN GRUND AUF GOTT UND REDLICHKEIT SO HAST DU RECHT GEBAUT HIER UND IN EWIGKEIT PAUL DETER.
Während der Flügel an der Heiligegeiststraße eine Länge von 30 Metern aufweist, erstreckt sich der Nordflügel über 13 Meter.
Ein Hofflügel des Anwesens verfügt über vier Geschosse über einen Aufzug und Ladeluken.
Im örtlichen Denkmalverzeichnis ist das Wohn- und Geschäftshaus unter der Erfassungsnummer 094 45803 als Baudenkmal verzeichnet.